# Chavín de Huántar
Chavín de Huántar je archeologické naleziště v peruánském departementu Áncash přibližně 460 km severovýchodně od Limy. Nachází se v nadmořské výšce 3 177 m n. m. v pohoří Sierra Oriental de Áncash u soutoku řek Huacheksa a Mosna (povodí Marañónu). Díky své poloze na spojnici mezi mořským pobřežím a pralesem v minulosti fungovalo jako obchodní centrum.
Lokalita má stejný název jako kultura Chavín, která zde existovala v období přibližně mezi roky 1500 a 500 před naším letopočtem. Chavín de Huántar byl ceremoniálním a poutním centrem andského náboženského světa a výchozím bodem pro šíření jeho ideologického, kulturního a nábožnského postoje do širokého regionu And, pacifického pobřeží či džungle. Chavín je jedním z nejstarších a nejznámějších předkolumbovských míst v Peru a je jedinečnou ukázkou stavební techniky, umění a dekorativní výzdoby své doby v rámci dějin Peru. Reprezentativní a slavností povaha budov je evidentní v jejich architektonické, technické a symbolické kompozici. Budovy a celá náměstí byly zdobeny bohatou zoomorfní i antropomorfní ikonografií mimořádné estetické úrovně vytesanou především v podobě basreliéfů na náhrobcích, sloupech či trámech.

## Fotogalerie

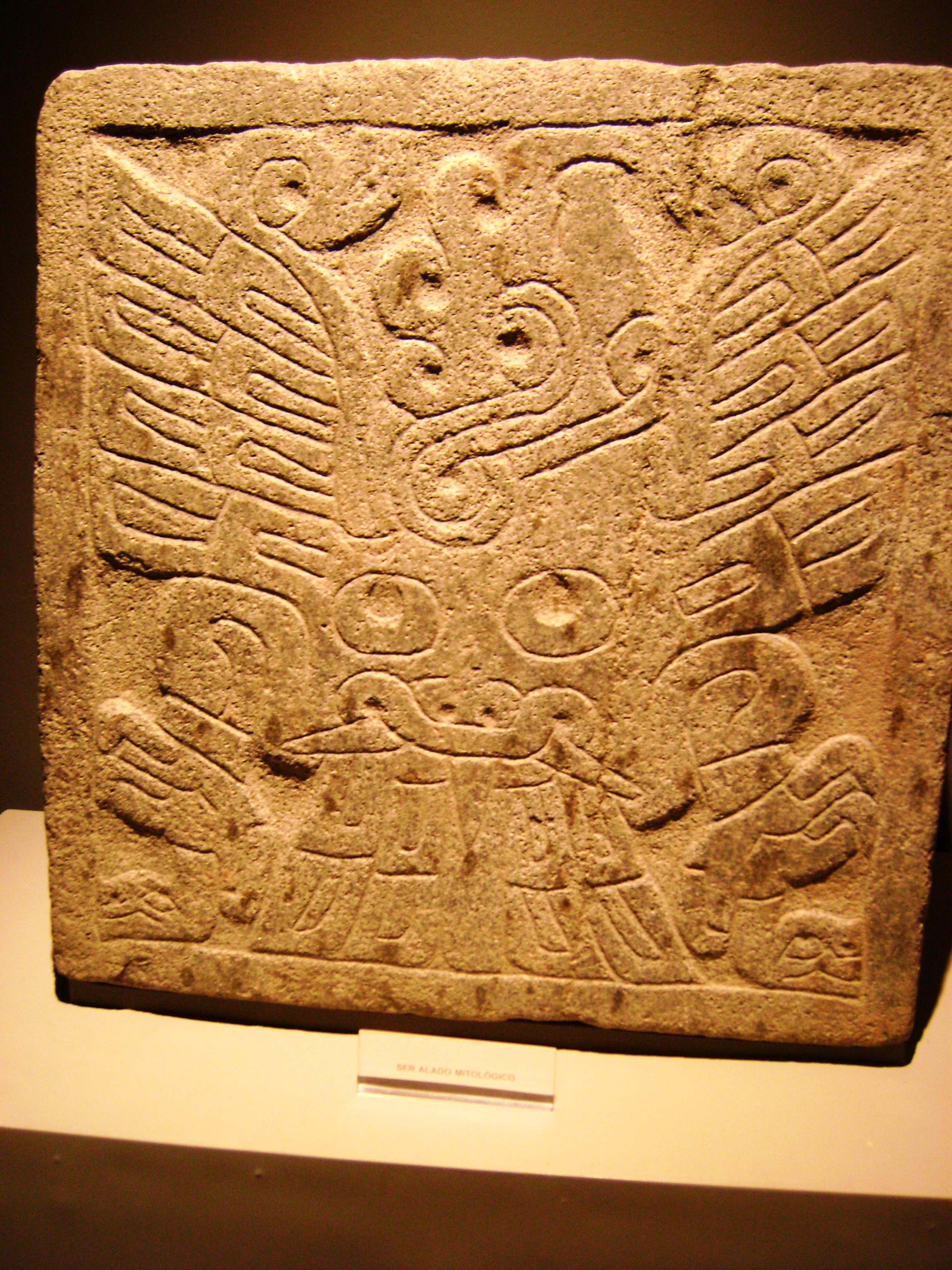
zdobné opracování kamene
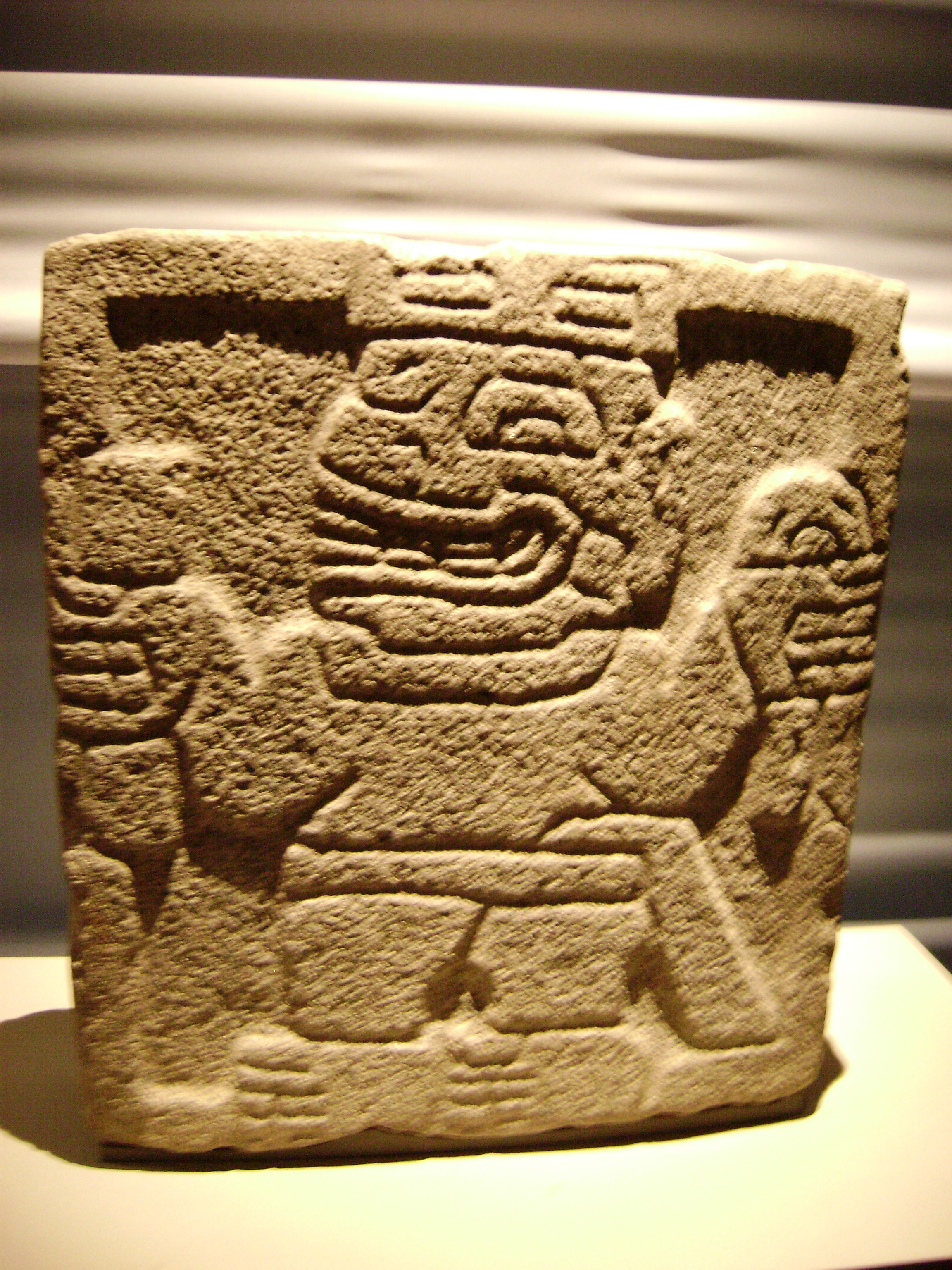
zdobné opracování kamene
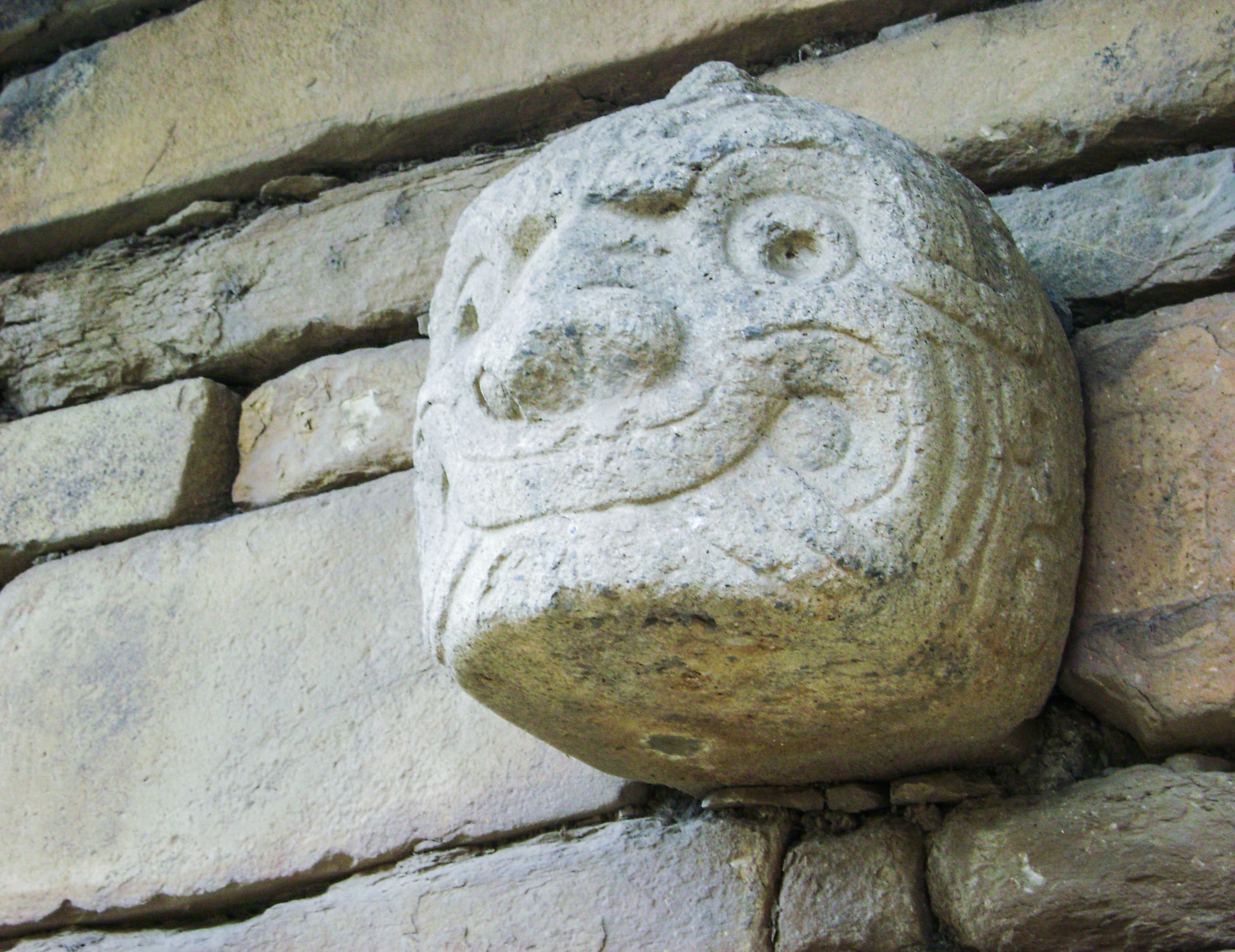
detail stěny
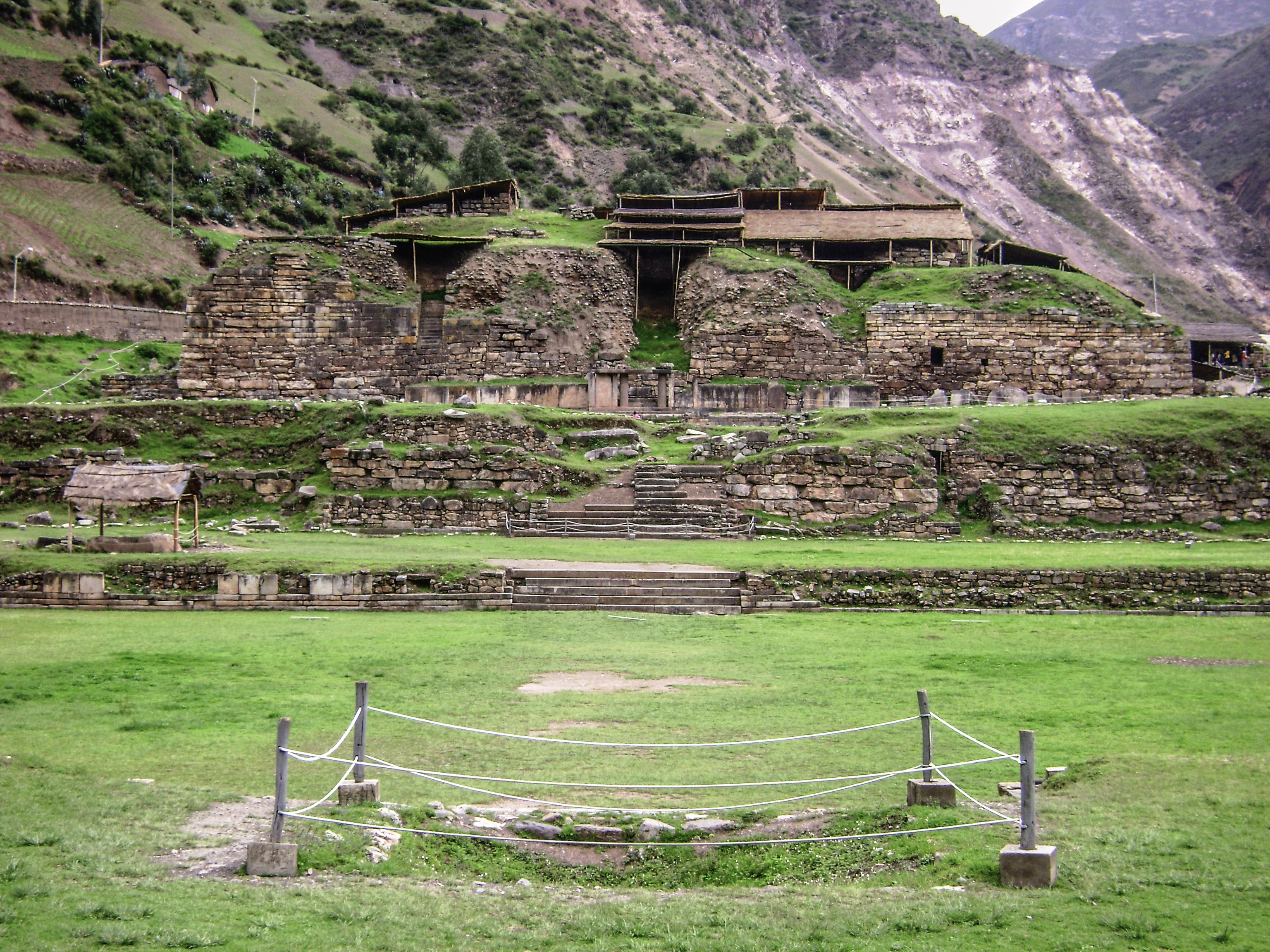
zdejší náměstí